# Avusy
Avusy es una comuna suiza del cantón de Ginebra situada a la ribera izquierda del Ródano.

## Historia
El 20 de junio de 1302, el nombre de Avusy aparece por primera vez, en el momento de la repartición de las tierras situadas entre el Monte de Sion, el Salève y el río Ródano.
Tras el Tratado de Turín, en 1754, Avusy permanece saboyana. Las aldeas de Avusy, Athenaz y Sézegnin son entonces autorizados a reunirse en una sola parroquia.
En 1816, Ginebra, ya como cantón suizo, recibe seis comunas de Francia y catorce comunas de Cerdeña, entre ellas Avusy. Es así como se constituye la comuna de Avusy-Laconnex-Soral. Avusy acabará obteniendo la separación para formar la comuna actual en 1848. 

## Geografía
Situada cerca del extremo oeste de Suiza, Avusy está rodeada de las comunas de Chancy, Avully, Cartigny, Laconnex y Soral. Al sur es fronteriza con el departamento francés de Alta Saboya a lo largo de varios kilómetros.
Históricamente, Avusy ha estado muy ligada a la agricultura. Hoy sigue muy atada a esta vocación. 